# Пакацијан
Тиберије Клаудије Марин Пакацијан је био римски узурпатор у на дунавском лимесу, током владавине Филипа Арабљанина, око 248. године.
О Пакацијану се мало зна. Ковао је свој новац а помињу га кратко Зосим и Зонара. Пакацијан је био официр у једној римској легији на Дунаву, а изгледа да је једно време контролисао Виминацијум, главни град Горње Мезије. До Пакацијановог устанка је дошло у исти час када се побунио Јотапијан на Истоку. Филип Арабљанин је хтео да одступи од власти, али га је Деције Трајан, тада сенатор, убедио да остане цар, будући да ће Пакација, како је предвидео, убрзо убити његови војници. Тако је и било.